# Lus-la-Croix-Haute
Lus-la-Croix-Haute é uma comuna francesa na região administrativa de Auvérnia-Ródano-Alpes, no departamento de Drôme. Estende-se por uma área de 87,20 km². Em 2010 a comuna tinha 556 habitantes (densidade: 6,4 hab./km²).